# 施樂靈
施樂靈（英語：John James Jack Snelling）（1972年11月8日－），澳洲工黨政治家、南澳州眾議局議員（卑利霍選區）。曾任眾議局政府代表、庫務司、衞生司、藝術司等官職。

## 背景
在進入政壇前，施樂靈曾任選舉事務主任。另外曾在商店分銷及同盟員工協會（SDA）工作。 施樂靈亦是新聞工作者克里斯托弗·皮爾遜（Christopher Pearson）的支持者。

## 議員生涯
1997年，施樂靈以24歲之齡進入眾議局，成為當時最年輕之議員。在2006至2010年間，他在麥克朗內閣時期，出任眾議局發言人。他亦曾任副發言人、委員會主席。施樂靈的政治取向與工黨一致。
施樂靈自1997年起，在卑利霍選區多次連任。而畢芳芳（Frances Bedford）自1997年起，在芳羅里選區多次連任。
但隨著南澳州選區在2016年重新分配。卑利霍選區大約三分之二的選民會被移至芳羅里選區（Florey）。2017年3月15日，工黨決定讓施樂靈在2018年選舉出戰芳羅里。事後，畢芳芳感到意興闌珊，決定退出工黨；但畢芳芳重申在任期內仍然繼續支持工黨施政。然而畢芳芳尙未決定會否以獨立議員身份角逐連任。 

2017年3月2日，ReachTEL就芳羅里選情進行一項民意調查。33.4%受訪者支持畢芳芳連任，意味著施樂靈可能在選舉中落敗。施樂靈最後在2017年9月17日辭去所有官職，宣佈放棄連任。

### 州長會同內閣
在2010年選舉後，施樂靈首次獲邀進入內閣，出任就業訓練及持續進修司、科學及資訊經濟司、道路安全司、退伍軍人事務司。
因應霍理基辭去內閣成員一職，施樂靈在2011年2月8日接任庫務司一職。
在2014年南澳州選舉後，施樂靈在韋瑟里爾內閣中，出任衞生司、精神健康及濫用藥物司、藝術司、醫療產業司。
施樂靈在2017年9月17日辭去內閣所有官職，並宣佈不會參與2018年選舉。

### 官職
施樂靈在2017年9月17日前，在內閣亦出任以下職位，並由以下成員繼任官職。 
- 衞生司：由麥勵嘉繼任
- 藝術司：由韋瑟里爾繼任
- 醫療產業司：由司馬田繼任
- 眾議局政府代表：由喬振東繼任

## 個人生活
施樂靈在青年工黨活動中，邂逅妻子施露絲（Lucia Snelling），並育有六個兒女。

## 外部連結
- 南澳州議會：履歷
- 工黨：履歷 （页面存档备份，存于）